# Carol Bollinger
Carol Jean Bollinger (Austin, 23 luglio 1949) è un'ex cestista statunitense.

## Carriera
Con gli Stati Uniti ha disputato i Campionati mondiali del 1971 e i Giochi panamericani di Cali 1971.
Nel 2010 è stata introdotta nella Ouachita Athletics Hall of Fame.